# Shmuel Kamenetsky
Shmuel Kamentsky (en hebreo: שמואל קמנצקי) (nacido en noviembre de 1924) es un rabino jaredí de los Estados Unidos y el fundador y rosh yeshiva (decano) Yeshivá Talmúdica de Filadelfia.

## Biografía
Kamenetsky fue estudiante de Aharon Kotler, de quien recibió la ordenación rabínica (semijá). Antes de estudiar con Kotler en la Yeshivá Beth Midrash Gohova de Lakewood, Nueva Jersey, Kamenetsky aprendió en el Colegio Rabínico Ner Israel, bajo la tutela del primo de su padre, Yaakov Yitzchok Ruderman, y antes de ello, atendió a la escuela Etz Chaim de Toronto.
A mediados de los años 50 Kamenetsky y el rabino Dov Schwartzman fundaron la Yeshivá Talmúdica de Filadelfia. En 1955, Schwartzman partió para abrir su yeshivá en Israel.
Kamenetsky es miembro del Consejo de Sabios de la Torá (Moetzes Guedolei HaTorá) y de la organización rabínica Agudath Israel de América, y forma parte del consejo rabínico de muchas organizaciones, incluyendo el Sistema Educativo Independiente en Israel y la asociación de escuelas judías ortodoxas Torah Umesorah.
Kamentsky es activo en el seno del movimiento contra las vacunas.
Kamenetsky y su esposa Temi (nacida Brooks) tienen siete hijos y cuatro hijas.